# Dassault Falcon 2000
De Dassault Falcon 2000 is een op de Falcon 900 gebaseerd transcontinentale privéjet van de Franse vliegtuigbouwer Dassault Falcon Jet. De Falcon 2000 wordt gebouwd met een aantal industriële partners, waaronder het Italiaanse Alenia Aeronautica.

## Geschiedenis
De nieuwe Falcon-telg werd aangekondigd in juni 1989 en heette toen Falcon X. De Falcon 2000 is gebaseerd op de eerdere 900 en nam diens vleugels en voorste sectie van de romp over. De 2000 is wel iets kleiner en heeft twee in plaats van drie motoren waardoor ook het vliegbereik kleiner is (3000 NM / 5400 km).  
Speciaal voor de 2000 werd de CFE738-motor ontwikkeld door een partnerschap tussen General Electric en AlliedSignal. Deze nieuwe motor is zuiniger en vergt minder onderhoud. Ook bleek dat de driemotorige 900 aerodynamischer was dan hetzelfde vliegtuig met twee motoren. Om de luchtweerstand te verminderen werd het achterste deel van de romp herontworpen. In de cockpit kreeg de Falcon 2000 een Electronic Flight Instrument System (EFIS). 
Op 4 maart 1993 maakte de Falcon 2000 een eerste vlucht. In november 1994 werd het vliegtuig door de autoriteiten gecertificeerd. In maart 1995 werd het eerste toestel aan een klant afgeleverd.
Daarna kwam de Falcon 2000EX (ergens in 2001?), de EX staat voor extended range (3800 NM/6840 km). Het toestel kreeg nieuwe motoren (Pratt & Whitney 308C) en een grotere brandstoftank. Ook werd de cockpit voorzien van het Collins Proline 4-avionicasysteem. De Falcon 2000EX diende slechts om een overstap te maken naar de Falcon 2000EX EASy, daarom zijn er maar weinig gebouwd (zo'n 30 machines). De Falcon 2000EX EASy is grotendeels dezelfde machine als de EX, maar heeft een Honeywell EPIC EASy-cockpit.

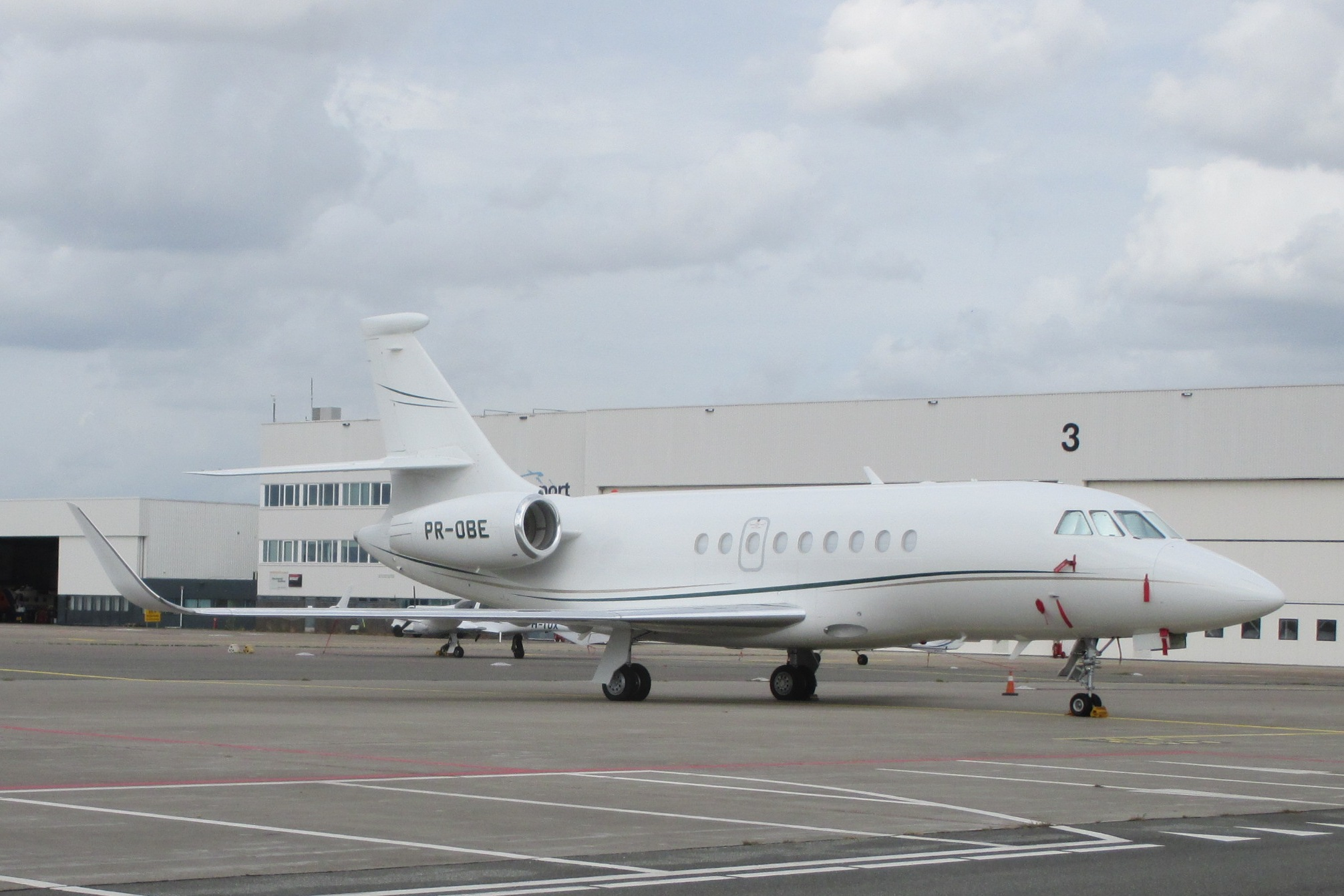
Dassault Falcon 2000LX met winglets (Schiphol-Oost 2021)

Ook de 2000 EASy wordt niet meer gemaakt. Dassault is overgegaan naar twee andere types van de Falcon 2000: De Falcon 2000LX en de 2000DX. De LX werd voorzien van winglets. Samen met de grotere brandstoftank die de EX al had werd het vliegbereik vergroot naar 7200 km. De DX is gemaakt voor de kortere afstanden, hij heeft geen winglets en de tankinhoud werd weer verkleind. Vliegbereik van de DX ligt volgens Dassault op 5850 km. Beide zijn voorzien van het Honeywell EPIC EASy-systeem.